# Icterus bonana
Icterus bonana е вид птица от семейство Трупиалови (Icteridae). Видът е световно застрашен, със статут Уязвим.

## Разпространение
Видът е разпространен в Мартиника.